# Rumunské athenaeum
Rumunské athenaeum (rumunsky: Ateneul Român) je koncertní síň v rumunském hlavním městě Bukurešti, na ulici Vítězství (Calea Victoriei). Otevřena byla roku 1888. Architektem novoklasicistní stavby byl Francouz Albert Galleron. Měří 41 metrů. Je domovskou scénou Filharmonie George Enesca (Filarmonica George Enescu) a místem konání pravidelného Festivalu George Enesca. Enescu v budově roku 1898 premiérově uvedl svou Rumunskou rapsodii. V přízemí se nachází hlavní sál, který je stejně velký jako posluchárna nad ním. V hledišti je 600 míst v parteru, zbylých 200 sedadel je umístěno v 52 lóžích. Kruhové stěny koncertního sálu zdobí freska o rozměrech 75 x 3 metry od Costina Petresca. Dílo zobrazuje nejdůležitější okamžiky rumunských dějin, počínaje dobytím Dácie římským císařem Trajánem a konče rokem 1918. Na průčelí budovy jsou mozaikové portréty pěti rumunských panovníků (Neagoe Basarab, Vasile Lupu, Matei Basarab, Alexandr Dobrý, Karel I. Rumunský). Byli vybráni ti panovníci, kteří byli známí jako podporovatelé umění, Neagoe Basarab byl dokonce sám umělecky činný. Před budovou se nachází malý park a socha rumunského básníka Mihaie Eminesca. Část finančních prostředků na stavbu byla v 19. století získána veřejnou sbírkou konanou 28 let, její slogan: "Darujte jeden leu pro Ateneum!" (Dați un leu pentru Ateneu!) se stal v Rumunsku okřídleným. 29. prosince 1919 se v Athenaeu konalo shromáždění, které odhlasovalo sjednocení Besarábie, Sedmihradska a Bukoviny s rumunským "starým královstvím" do Velkého Rumunska. V roce 1992 byla zahájena rozsáhlá rekonstrukce, která budovu zachránila před zřícením. Přispěly na ni rovným dílem rumunská vláda a Rozvojová banka Rady Evropy. Budova byla v roce 2023 zapsána na seznam Evropského dědictví.